# Nußdorf (Chiemgau)
Nußdorf is een plaats in de Duitse deelstaat Beieren, en maakt deel uit van het Landkreis Traunstein.
Nußdorf telt 2.438 inwoners.
Altenmarkt a.d.Alz ·
Bergen ·
Chieming ·
Engelsberg ·
Fridolfing ·
Grabenstätt ·
Grassau ·
Inzell ·
Kienberg ·
Kirchanschöring ·
Marquartstein ·
Nußdorf ·
Obing ·
Palling ·
Petting ·
Pittenhart ·
Reit im Winkl ·
Ruhpolding ·
Schleching ·
Schnaitsee ·
Seeon-Seebruck ·
Siegsdorf ·
Staudach-Egerndach ·
Surberg ·
Tacherting ·
Taching a.See ·
Tittmoning ·
Traunreut ·
Traunstein ·
Trostberg ·
Übersee ·
Unterwössen ·
Vachendorf ·
Waging a.See ·
Wonneberg